# General-Ordens-Kommission
Die General-Ordens-Kommission war eine von 1810 bis 1920 bestehende preußische Behörde mit Sitz in Berlin.

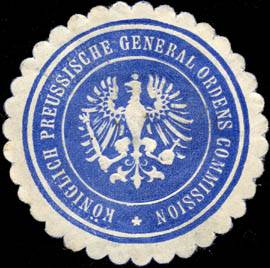
Siegelmarke der preußischen General-Ordens-Kommission

## Geschichte und Aufgabe
Die General-Ordens-Kommission wurde durch eine Kabinettsorder vom 6. Januar 1810 durch den preußischen König Friedrich Wilhelm III. geschaffen. Sie hatte die Aufgabe alle preußischen Orden und Ehrenzeichen zu beschaffen und zu verwalten. Dazu hatte sie vollständige Listen über die Anschaffung, Aushändigung und Rückgabe der Dekorationen zu führen. Sie sorgte für die Auszahlung eines mit der Verleihung eines Ordens verbundenen Ehrensoldes. Ebenso war sie für die Durchführung des jährlichen Ordensfestes am 18. Januar verantwortlich.
Bei ihr liefen alle Anträge auf Verleihungen von Orden und Ehrenzeichen zusammen, die auf gesetzliche Bestimmungen und Verordnungsvorschriften hin geprüft wurden. Nach Zustimmung durch den König veranlasste die Kommission die Ausfertigung der Verleihungsurkunden bzw. Besitzzeugnisse, um diese zusammen mit der Dekoration dem Beliehenen zukommen zu lassen.
Die Kommission, die einen Präses und mehrere Mitglieder umfasste, unterstand direkt dem König und hatte Immediatrecht. Bis 1849 wurde die Behörde vom Geheimen Zivilkabinett sowie dem Militärkabinett angeleitet. Ab Januar 1850 verantwortete das Preußische Staatsministerium die Organisation und Finanzverwaltung. Ab 1873 hatte die Kommission ihren Sitz im Berliner Schadowhaus (Schadowstraße 10/11).
Nach Ende des Ersten Weltkriegs und dem damit verbundenen Ende der Monarchie entzog Artikel 109, Absatz 5 der Weimarer Verfassung vom 11. August 1919 der General-Ordens-Kommission ihren Verantwortungs- bzw. Zuständigkeitsbereich und bedingte ihre Auflösung am 1. April 1920. Eine Abwicklungsstelle im Preußischen Staatsministerium führte die Geschäfte der Kommission weiter, die die vorhandenen Restbestände an Orden und Ehrenzeichen ein Jahr später dem Berliner Zeughaus überwies oder einschmelzen ließ. Die daraus gewonnenen Edelmetalle und Brillanten wurde zugunsten der Staatskasse veräußert.
Die Aktenbestände der General-Ordens-Kommission sind erhalten und befinden sich im Geheimen Staatsarchiv Preußischer Kulturbesitz in Berlin.

## Präses
| Dienstgrad                             | Name                          | Datum                                   |
| -------------------------------------- | ----------------------------- | --------------------------------------- |
| Generalleutnant                        | Friedrich Otto von Diericke   | 10. Januar 1810 bis 17. April 1819      |
| Generalleutnant                        | Otto von Pirch                | 18. April 1819 bis 26. Mai 1824         |
| General der Kavallerie                 | Ludwig von Borstell           | 04. November 1840 bis 9. Mai 1844       |
| General der Infanterie                 | Hans von Luck                 | 23. Mai 1844 bis 7. September 1848      |
| Generalleutnant/General der Infanterie | Karl Friedrich von Selasinsky | 15. Januar 1850 bis 2. Dezember 1852    |
| Generalleutnant                        | August von Stockhausen        | 30. Dezember 1852 bis 27. Februar 1855  |
| Generalleutnant                        | Wilhelm von Brühl             | 01. März 1855 bis 29. April 1862        |
| General der Infanterie                 | Eduard von Brauchitsch        | 01. Februar 1868 bis 29. November 1869  |
| General der Infanterie                 | Adolf von Bonin               | 09. Dezember 1869 bis 16. April 1872    |
| General der Infanterie                 | Leopold von Loën              | 20. Februar 1873 bis 13. Mai 1879       |
| Generalleutnant/General der Infanterie | Bernhard von Kessel           | 13. Mai 1879 bis 7. Juni 1882           |
| Generalleutnant/General der Infanterie | Eduard von Steinaecker        | 20. Juni 1882 bis 14. April 1884        |
| General der Kavallerie                 | Alfred von Rauch              | 15. April 1884 bis 7. Juli 1894         |
| Generalleutnant/General der Kavallerie | Eduard zu Salm-Horstmar       | 18. Oktober 1894 bis 9. September 1908  |
| Generalleutnant/General der Infanterie | Albano von Jacobi             | 10. September 1908 bis 5. November 1918 |
| Generalleutnant                        | Oskar von Chelius             | 05. November 1918 bis 8. Dezember 1919  |